# Râul Valea Roșie, Usturoiu
Râul Valea Roșie este un curs de apă afluent al râului Usturoiu. Se formează la confluența brațelor Valea Lungă și Valea Pietroasă

## Hărți
- Harta județului Maramureș
- Harta muntii Gutâi  Arhivat în 4 martie 2016, la Wayback Machine.